# Červená bere
Červená bere je název dětské, velmi jednoduché karetní hry pro 2 i více osob rozšířené po celém světě. Je odvozena od karetní hry přebíjená. Pro svou jednoduchost je vhodná i pro předškolní děti.

## Pravidla
Používá se 32 karet německého (mariášového typu). Hra je podobná přebíjené a může ji hrát 2 i více hráčů. Hráči si rozdají rovnoměrně karty tak, aby její obrázkovou stranu (averz) neviděli ani sami. Rozdané karty si položí před sebe na hromádku rubem nahoře. Potom ve směru hodinových ručiček doprostřed hrací plochy otočí ze svého balíčku vrchní kartu. Pokud je barva karty červená a jedná se o první kartu ve středu, zůstává ležet. Pokud hráč vynese červenou kartu v dalších kolech, vezme balíček ze středu a zasune jej pod svůj balíček opět obrázkem dolů. Pokud neobrátil červenou, pokračuje výnosem další hráč na řadě. Po sebrání balíčku začíná vynášet hráč následující po tom, kdo karty vzal. Hra končí tím, že někdo sesbírá do svého balíčku všechny karty ve hře.
Variantou hry je, že na vynesenou červenou kartu otáčí další hráč ještě jednu. Je-li také červená, všechny karty ve středu nebere, ale ve hře pokračuje další hráč. Kdo na červenou kartu nezareaguje jinou červenou, celý balíček bere a vynáší další hráč. Pokud hrají dva hráči, mohou karty otáčet na střed vedle sebe.

## Lehká pravidla:
1. Hráče si líznou jednu kartu z balíčku.
2. Hraje se, dokud balíček nedojde (16 kol).
3. Karty se porovnají podle následujících pravidel:

- Pokud má alespoň jeden hráč červenou kartu (srdce nebo káry), červená bere – hráč s červenou kartou vyhrává kolo.

- Pokud mají oba hráči červenou kartu, vyhrává ten, kdo má vyšší hodnotu karty.
- Pokud nikdo nemá červenou kartu, vyhrává hráč s vyšší hodnotou.
- Při shodě (stejná barva i hodnota) kolo končí remízou.